# خريطة خضراء

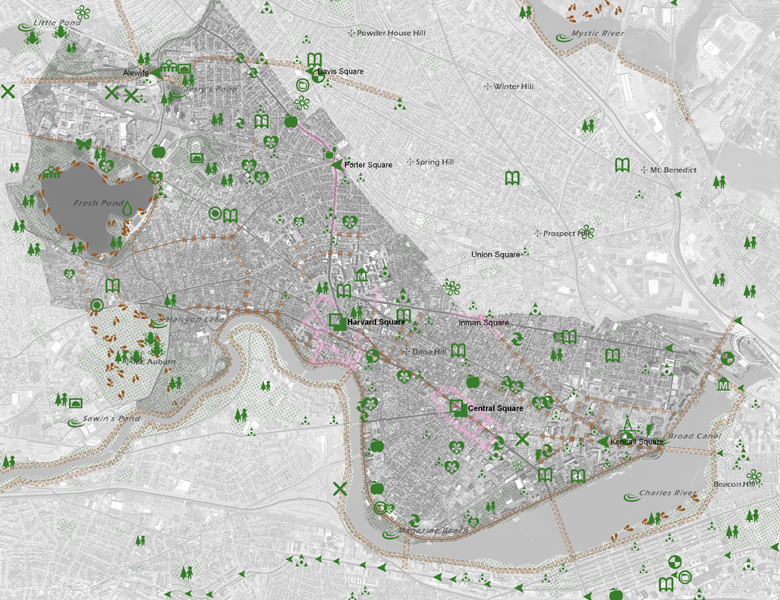
خريطة خضراء لكامبريدج، ماساتشوستس

الخرائط الخضراء هي خرائط عن البيئة تنشأ بشكل محلي معتمدة على رموز ومقاييس محددة من قبل منظمة الخريطة الخضراء. وبحسب مقاييس نظام رسم الخرائط، تشير هذه الرسومات إلى مواقع الموارد الطبيعية والثقافية والمحافظة الذاتية مثل مراكز إعادة التدوير، المواقع التراثية، الحدائق البيئية، مراكز التخلص من النفايات السامة والشركات التي تعتمد على أسس المحافظة على البيئة في تعاملاتها.

## الأهداف
من أهم أهداف البرنامج هو إنشاء دليل عالمي للحياة المستدامة (sustainable living)، أي العيش بدون استغلال وإنقاص الموارد الطبيعية، وتأسيس مبدأ لمساعدة جميع عناصر المجتمع في الانخراط في المحافظة على البيئة، وتطوير مواردها. وبالاعتماد على الخرائط كوسيلة تخاطب، يشجع نظام الخريطة الخضراء على المشاركة في رعاية إنشاء وتطوير المجتمعات المستدامة التي لا تعتمد على إنضاب المواد الطبيعية حول العالم. وبالتالي، تساعد المواطنين على إدراك ترابط الأنظمة الاقتصادية والبيئية والاجتماعية في بيئتهم. كما تساعد هذه الخرائط على تحديد المشكلات التي تؤثر على البيئة بشكل سلبي وبنفس الوقت إعطاء فكرة عن الإمكانيات المتوافرة في تلك المحلة لتنشيط المحافظة على البيئة.

## الشعار
شعار البرنامج هو "!Think Global, Map Local" والذي يترجم لـ«فكر بشكل عالمي شامل، وارسم خريطة محلية».

## الأيقونات الخضراء
تستعمل الخرائط الخضراء مجموع من الأيقونات القياسية صممت بشكل تعاوني جماعي من قبل شبكة مترابطة من قادة برامج محليين. وهذا التصميم الموحد والشامل يكفل مشاركة كل أطياف البشر باختلاف لغاتهم وثقافاتهم. وتطور هذه الأشكال بحسب تطور مخططات الاستدامة وأخر تحديث لها كان في أذار 2008. وتتوفر هذه الأيقونات كبنوط للحاسوب أو كملصقات للاستعمالات الأخرى.

## الهيكلية
المركز الأساسي لدعم برنامج الخريطة الخضراء يقع في مدينة نيويورك، ودوره الأساسي هو تنشيط العمل في البرنامج وتدريب الكوادر ودعم المراكز العالمية. وانتشار هذا المشروع أدى إلى نشوء مراكز حول العالم لدعم الناشطين في بيئتها. وتتشارك كل هذه المراكز بكل أعمالها.

## آلية عمل الخرائط
يأذن نظام الخريطة الخضراء لصانعي الخرائط المحليين باستعمال أيقوناتها وأداتها في خرائطهم. والجهات التي تستخدم هذا النظام هي الجهات الحكومية، والمدارس والجامعات ووكالات السياحة. وتقوم هذه الجهات بإضافة الأيقونات إلى خرائطهم بتصاميم تخدم بيئتهم. 

## انتشارها
تستعمل الخرائط الخضراء في أكثر من 400 مدينة حول العالم، وفي 51 بلد. وهناك دلائل قوية على فعالية تأثير هذه الخرائط على بيئاتها
ولتاريخه، تم نشر 325 خريطة خضراء مطبوعة و80 منها لها طبعات على الإنترنت.
أما في العالم العربي فالخريطة الخضراء الوحيدة تصدر في دبي علما أنه هناك العديد من الإصدارات في إسرائيل.

## وصلات خارجية
- Green Map Atlas مختارات من قصص صناعة الخرائط
- اصنع لي خارطة

### مواقع خرائط خضراء
- مقاطعة الاتشوا في فلوريدا
- خريطة مدينة نيويورك الخضراء
- خريطة طوكيو الخضراء للتدوير
- خريطة ميلووكي الخضراء
- Paraty, خريطة البرازيل الخضراء نسخة محفوظة 14 يونيو 2008 على موقع واي باك مشين.
- خريطة سان فرنسيسكو الخضراء
- خريطة سياتل الخضراء
- خريطة لندن الخضراء
- خريطة كورك الخضراء
- خريطة ريو الخضراء
- خريطة بيتا هيزاو الخضراء في اندونيسيا
- خريطة دبي الخضراء